# Perigramma intermedia
Perigramma intermedia är en fjärilsart som beskrevs av Thierry-mieg 1916. Perigramma intermedia ingår i släktet Perigramma och familjen mätare. Inga underarter finns listade i Catalogue of Life.